# 全州完山警察署
全州完山警察署（チョンジュワンサンけいさつしょ）は、全北地方警察庁所管の警察署である。

## 管轄区域
- 全州市のうち完山区

## 沿革
- 1945年10月21日 - 全州警察署として開署。
- 1970年12月23日 - 北全州警察署（現：全州徳津警察署）開署に伴い一部区域を移管。
- 1992年12月29日 - 現在の庁舎が完成。
- 1996年6月29日 - 完州警察署九耳派出所を編入。
- 1998年8月1日 - 全州中部警察署に改称。
- 1999年1月1日 - 2派出所を全州北部警察署（現：全州徳津警察署）に移管。1派出所を全州北部警察署から編入。
- 2006年3月1日 - 全州完山警察署に改称。九耳派出所を完州警察署に戻す。1派出所を全州徳津警察署から編入。

## 組織
- 警務課
- 生活安全課
- 刑事課
- 捜査課
- 情報保安課
- 警備交通課
- 女性青少年課

## 管轄地区隊
- 南門地区隊
- 三川地区隊
- 華山地区隊
- 西新地区隊

## 管轄派出所
- 捿鶴派出所
- 孝子派出所
- 西部派出所
- 平和派出所

## 管轄治安センター
- 西谷治安センター